# Georg C. F. Greve
Georg Christof Florian Greve (Helgoland, 10 marzo 1973) è un programmatore e hacker tedesco, fondatore e presidente della Free Software Foundation Europe.
Tra le sue responsabilità c'è la coordinazione tra gli affari Europei e Globali della FSF (Europa) e della loro pianificazione, supportando i rappresentanti locali, lavorando a questioni e progetti politici e legislativi e tentando di allargare la conoscenza del software libero attraverso mezzi giornalistici.
Trascorre la maggior parte del suo tempo viaggiando e quando viaggia per tenere un discorso spesso rimane qualche giorno nel paese ospitante per incontrare i membri delle organizzazioni e le comunità all'insegna del software libero locali.
Georg Greve è sposato.

## Carriera
Georg Greve ha una laurea in Biofisica conseguita all'Università di Amburgo, oltre a oceanografia fisica e astronomia come settori secondari di studio. Ha scritto la sua tesi universitaria interdisciplinare sul campo della nanotecnologia.
Il primo programma che Greve ha sviluppato è stato all'età di 12 anni. La sua prima pubblicazione di un programma è stata in una rivista professionale nel 1991, cosa che finanziò parzialmente i suoi studi quando ha fatto in modo che tale software controllasse i dati del sensore SQUID nel laboratorio di biomagnetologia all'University Medical Center Hamburg-Eppendorf ad Amburgo in Germania.
Nel 1993 ha scoperto il software libero, il Progetto GNU e Linux. Nel 1998, è stato il divulgatore europeo per il progetto GNU ed ha iniziato a scrivere il "Brave GNU World", una colonna mensile che trattava di programmi liberi per computer parlando di interessanti progetti GNU. È stato poi pubblicato in Internet in oltre 10 lingue e in riviste stampate in tutto il mondo incluse il Linux-Magazin tedesco. Il nome Brave GNU World è un riferimento al romanzo di Aldous Huxley Brave New World.
All'inizio del 2001, ha dato inizio alla Free Software Foundation Europe (FSFE o FSF Europe), la prima Free Software Foundation fuori dagli USA e, dal 2007, l'unica Free Software Foundation transnazionale. Greve è stato invitato in qualità di esperto alla Commission on Intellectual Property Rights (Commissione riguardo ai Diritti d'Autore) istituita dal Regno Unito per rappresentare il circolo di coordinamento della Società Civile Tedesca durante la prima fase del World Summit on the Information Society (WSIS) delle Nazioni Unite (UN) come membro della delegazione del governo Tedesco. Ha anche diffuso assieme alla Società Civile gruppi di lavoro a livello Europeo oltre a gruppi di lavoro a tema sui brevetti, sul copyright, su marchi (Patent, Copyright, Trademark, PCT) e il software libero.